# GREATEST HITS (CHAGE and ASKAのアルバム)
『GREATEST HITS』（グレイテスト・ヒッツ）は、CHAGE&ASKA（現：CHAGE and ASKA）のベスト・アルバム。

## 解説
香港、マレーシア、シンガポール、台湾にて発売されたアジア向けのベスト・アルバム。ジャケットには「ASIAN SPECIAL VERSION」と書かれている。
歌詞カードは表面に日本語、裏面に中国語で書かれている。
収録曲は全てシングル曲で構成されており、主にシングルバージョンで収録されているが、「no no darlin'」のみアルバムバージョンで収録されている。

## 収録曲
| 全作詞: 飛鳥涼。 |                                    |           |           |                     |      |
| #                | タイトル                           | 作詞      | 作曲      | 編曲                | 時間 |
| 1.               | 「On Your Mark」                   | 飛鳥涼    | 飛鳥涼    | 澤近泰輔            | 6:40 |
| 2.               | 「You Are Free」                   | 飛鳥涼    | 飛鳥涼    | 澤近泰輔            | 6:18 |
| 3.               | 「Yah Yah Yah」                    | 飛鳥涼    | 飛鳥涼    | 飛鳥涼、十川知司    | 4:53 |
| 4.               | 「Heart」                          | 飛鳥涼    | 飛鳥涼    | 十川知司            | 6:12 |
| 5.               | 「Say Yes」                        | 飛鳥涼    | 飛鳥涼    | 十川知司            | 4:46 |
| 6.               | 「Sons & Daughters」               | 飛鳥涼    | 飛鳥涼    | 井上鑑              | 5:10 |
| 7.               | 「If」                             | 飛鳥涼    | 飛鳥涼    | 十川知司            | 5:32 |
| 8.               | 「Meguri Ai」                      | 飛鳥涼    | 飛鳥涼    | 澤近泰輔            | 5:53 |
| 9.               | 「River」                          | 飛鳥涼    | 飛鳥涼    | 重実徹              | 5:16 |
| 10.              | 「No No Darlin'」                  | 飛鳥涼    | 飛鳥涼    | 飛鳥涼、Jess Bailey | 5:37 |
| 11.              | 「Boku Wa Konome De Uso Wo Tsuku」 | 飛鳥涼    | 飛鳥涼    | 十川知司            | 5:23 |
| 12.              | 「Natural」                        | 飛鳥涼    | CHAGE     | 村上啓介            | 6:40 |
| 13.              | 「Naze Ni Kimi Wa Kaeranai」       | 飛鳥涼    | 飛鳥涼    | 十川知司            | 4:43 |
| 合計時間:        | 合計時間:                          | 合計時間: | 合計時間: | 73:03               |      |

## 楽曲解説
1. On Your Mark
1994年8月3日発売の35枚目シングル「HEART/NATURAL/On Your Mark」収録曲。
2. You Are Free
1993年11月19日発売の33枚目シングル。
3. Yah Yah Yah
1993年3月3日発売の31枚目シングル「YAH YAH YAH/夢の番人」収録曲。
シングル・ヴァージョンはアルバム初収録。
4. Heart
1994年8月3日発売の35枚目シングル「HEART/NATURAL/On Your Mark」収録曲。
5. Say Yes
1991年7月24日発売の27枚目シングル。
6. Sons & Daughters（Sons and Daughters 〜それより僕が伝えたいのは）
1993年8月20日発売の32枚目シングル。
シングル・ヴァージョンはアルバム初収録。
7. If
1992年7月1日発売の29枚目シングル。
8. Meguri Ai（めぐり逢い）
1994年11月16日発売の36枚目シングル。
9. River
1996年2月19日発売の38枚目シングル。
10. No No Darlin'
1992年10月10日発売の30枚目シングル。
本作に収録されているのは、同年11月7日発売の15枚目アルバム『GUYS』に収録されているアルバム・ヴァージョン。
11. Boku Wa Konome De Uso Wo Tsuku（僕はこの瞳で嘘をつく）
1991年11月21日発売の28枚目シングル。
12. Natural
1994年8月3日発売の35枚目シングル「HEART/NATURAL/On Your Mark」収録曲。
シングル・ヴァージョンはアルバム初収録。
13. Naze Ni Kimi Wa Kaeranai（なぜに君は帰らない）
1993年11月19日発売の34枚目シングル。